# 応暦寺
応暦寺（おうれきじ）は、大分県豊後高田市大岩屋にある天台宗の寺院。山号は大岩屋山（おおいわやさん）。

## 概要
養老2年（718年）に仁聞によって開かれたと伝えられる。戦国時代以降の兵乱で衰退していたが、両子寺の順慶法印の弟子の登慶により中興されたといい、中興の年は寛永2年（1625年）とする記録と元禄8年（1695年）とする記録がある。
本尊は千手観音で元は奥の院に安置してあったが、明治初年の神仏分離で本堂内に移転した。他にも県指定有形文化財に指定される平安時代の木造不動明王坐像があるが、これは元々は下流に位置する不動堂跡に安置してあったものである。その他にも、多くの石仏があることで知られている。
典型的な縦長の伽藍配置をしており、長い石段を登った先に奥の院・姥ケ懐があり、その手前には六観音・六地蔵を祀る堂ノ迫磨崖仏がある。
国東六郷満山霊場第十一番。

## 文化財
- 大分県指定有形文化財
  - 木造不動明王坐像（1969年3月22日指定）
- 大分県指定史跡
  - 堂ノ迫磨崖仏（1960年3月22日指定）- 福真磨崖仏と一括指定。

## 交通
- 自動車：宇佐別府道路宇佐ICから約25km、35分。